# Silvio Tendler
Silvio Tendler   (Rio de Janeiro, 1950) és un cineasta brasiler. Amb més de 40 pel·lícules estrenades el 2014, inclosos llargmetratges i curtmetratges, Tendler és un dels documentalistes brasilers més respectats. A causa del seu enfocament en persones com Juscelino Kubitschek, João Goulart i Carlos Marighella, és conegut com "el cineasta dels vençuts" o "el cineasta dels somnis interromputs".

## Biografia
Nascut a Rio de Janeiro l'any 1950, Tendler és llicenciat en Història a la Universitat Diderot de París (1975), es va llicenciar en Cinema i Història a l'École Pratique des Hautes Etudes a Sorbona (1976), i especialitzat en Cinema Documental Aplicat a les Ciències Socials al Musée Guimet de la Sorbona (1973). Durant la seva estada a França, va treballar en el documental col·laboratiu La Spirale el 1975 amb diversos directors, entre ells Chris Marker. El coneixement de Marker i altres cineastes, inclosos Jean Rouch, Wladimir Carvalho, Santiago Álvarez i Joris Ivens és comentat per Tendler.
Va tornar de França al Brasil, i va decidir fer una pel·lícula sobre Juscelino Kubitschek. Va resultar Os Anos JK – Uma Trajetória Política (1980), un èxit de taquilla amb 800.000 espectadors. El 1981, va dirigir una pel·lícula sobre Os Trapalhões, O Mundo Mágico dos Trapalhões, que es va convertir en el documental brasiler més vist de tots els temps amb més d'1,8 milions d'espectadors. Aquell mateix any, va fundar Caliban Produções Cinematográficas, una productora centrada en biografies històriques.

## Filmografia

### Llargmetratges
- Os Anos JK – Uma Trajetória Política (1980)
- O Mundo Mágico dos Trapalhões (1981)
- Jango (1984)
- Castro Alves - Retrato Falado do Poeta  (1998)
- Glauber o Filme, Labirinto do Brasil (2003)
- Encontro com Milton Santos: O Mundo Global Visto do Lado de Cá (2006)
- Utopia e Barbárie (2008)
- Tancredo, a Travessia (2010)
- O veneno está na mesa (2011)
- O veneno está na mesa 2 (2014)